# Карл IV (герцог Алансон)
Карл IV (фр. Charles IV d'Alençon; 2 вересня 1489 — 11 квітня 1525) — герцог Алансон, граф Ла Перш у 1492—1525 роках, граф Арманьяк, Фезансак, Родез в 1497—1525 роках (як Карл II), пер Франції, перший принц крові у 1515—1525 роках.

## Життєпис
Походив з роду Валуа-Алансон. Син Рене, герцога Алансонського, і Маргарити Лотаринзької. Народився 1489 року в Алансоні. У 1492 році після смерті батька успадкував герцогство Алансьонське і графство Ла Перш. Був вихований в замку Мавз у графстві Ла-Перш матір'ю. У червні 1497 року після смерті свого діда Карла I успадкував титули графів Арманьяк, Фезансака і Родез. Втім претензії на ці володіння висунув король Карл VIII, Жан і Людовик д'Арманьяк-Немур, їх сестра Шарлотта, Катерина де Лаваль, Ален д'Альбре, граф Перігор.
У 1507 і 1509 роках герцог Карл IV брав участь в двох військових кампаніях французького короля Людовика XII в Італії. 1509 року пошлюбив Маргариту, доньку Карла V, графа Ангулема.
1510 року було прийнято рішення Паризького парламенту, яким було підтверджено рішення від 1470 року про конфіскацію володінь графів Арманьяків. У 1514 році Карл IV отримав усі володіння Карла I. У 1515 році після сходження на трон Франциска Ангулемського, що був особистим другом Карла Алансонського, останній отримав підтвердження на спадок Арманьяків, став першим принцом крові, а також до 1518 року вважався спадкоємцем королівського трону.
У вересні 1515 року брав участь в битві при Мариньяно, де командував правим флангом. У 1521 році він керував обороною Шампані під час вторгнення імперської армії.
У 1525 році брав участь у другій кампанії Франциска I в Італії. У битві при Павії командував ар'єргардом французів і у вирішальний момент бою не прийшов на допомогу головним силам королівської армії. Франциск I був захоплений в полон і відправлений до Іспанії. Після поразки армії і полону короля Карл Алансон взяв на себе командування залишками розбитих військ і відступив з Міланського герцогства до Франції. На батьківщині він вважався головним винуватцем поразки і полону короля.
У квітні того ж року помер в Ліоні. Незважаючи на те, що у Карла були дві молодші сестри, Франсуаза і Анна, його володіння перейшли до вдови — Маргарити Ангулемської, сестри Франциска I.